# Піроморфіт
Піроморфіт (рос. пироморфит; англ. pyromorphite; нім. Pyromorphit m) — мінерал, хлорид-фосфат свинцю острівної будови.
Стара українська назва: зеленорудь.

## Загальний опис
Хімічна формула:
1. За Є. Лазаренком: Pb5[PO4]3Cl. Pb може ізоморфно замінятися Са і Fe, а [PO4] на [AsO4].
Від пір…і грецьк. «морфе» — форма (J.F.L.Hausmann, 1813). Син. — апатит свинцевий, руда свинцева коричнева, руда свинцева зелена, руда свинцева строката, свинець фосфорний, шпат псевдокампіліт фосфорносвинцевий, поліхром.
2. За «Fleischer's Glossary» (2004): Pb5(PO4,AsO4)3Cl.
Характерні домішки V, Cr і ін.
Містить (%): PbO — 82,0; Cl — 2,6; P2O5 — 15,4.
Сингонія гексагональна. Кристалічна структура типу апатиту. Кристали звичайно призматичні, часто бочкоподібні. Крім того, променисті і волокнисті агрегати, кірки, нальоти, примазки, землисті маси. Типові кірки, натічні і зернисті агрегати. Спайності немає.
Густина 6,7-7,1. Твердість 3,5-4,0. Колір брудно-зелений, восково-жовтий, рідше червоний, помаранчевий. Блиск алмазний до жирного. Риса біла, жовтувата. Крихкий. Іноді радіоактивний. Типовий мінерал зони окиснення свинцевих і ін. сульфідних родовищ. Часто утворює псевдоморфози по ґаленіту. Іноді зустрічається як ендогенний мінерал в низькотемпературних гідротермальних родовищах. У великих скупченнях використовується як свинцева руда; служить пошуковою ознакою на поліметалічні руди.
Розповсюдження: копальня «Фрідріхзеген» (Бад-Емс, Рейнланд-Пфальц), Баденвейлер (Баден), Клаусталь-Целлерфельд (Гарц), Фрайберг, Аннаберг, Волькенштейн (Рудні гори) — ФРН, Банська Штявниця (Словаччина), Пршибрам, Олово, Стршибро (Чехія), Березовськ (Урал, РФ), Корнуолл і Камберленд (Англія), Новий Південний Уельс (Австралія), копальні Намібії, шт. Сакатекас і Дуранго (Мексика), Стіл-Майнінге (Брит. Колумбія, Канада), шт. Айдахо, Аризона (США) та ін.

## Різновиди
Розрізняють:

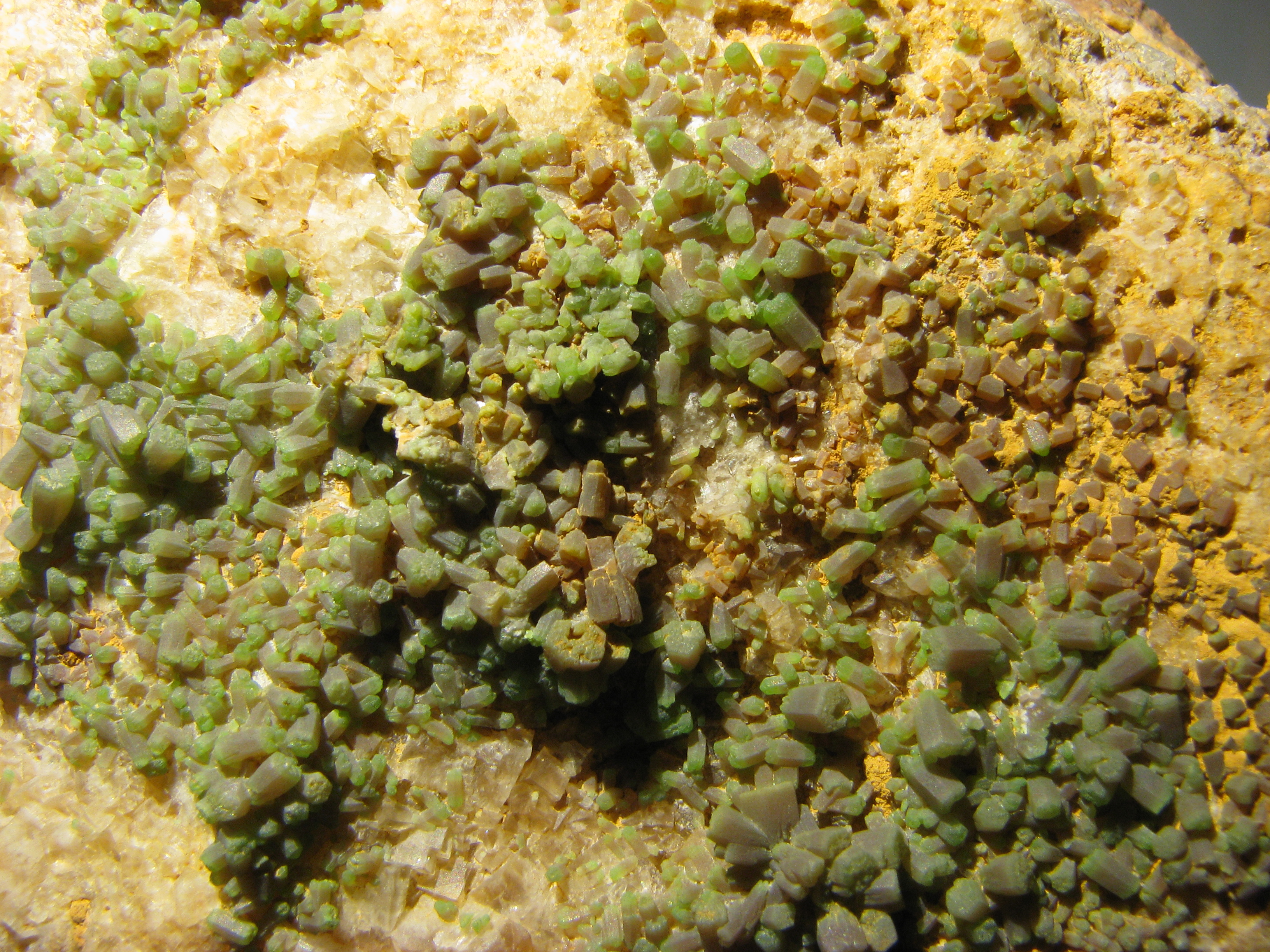
Різновид двокольорового піроморфіту. Франція

- піроморфіт ванадіїстий (різновид, який містить до 4 % V2O5),
- піроморфіт йодистий (штучний різновид П., який містить йод),
- піроморфіт кальціїстий (різновид, який містить до 9 % СаО),
- піроморфіт арсенистий (різновид, який містить до 11 % As2O5),
- піроморфіт флуористий (різновид, який містить незначну кількість флуору, що заміщує хлор),
- піроморфіт хромистий (різновид, який містить незначну кількість хрому).